# Parepilysta unicolor
Parepilysta unicolor là một loài bọ cánh cứng trong họ Cerambycidae.